# Heart FM
Heart FM （ハートエフエム）は、愛知県名古屋市中区及びその周辺を放送対象地域とし、特定地上基幹放送事業者の株式会社Heart FMが運営するコミュニティ放送局である。

## 概要
名古屋市中区エリアのみならず、無料アプリを介して全世界のリスナーに名古屋の楽しさを発信し、エンターテインメント要素だけでなく、防災時にも頼りになる大事な情報源となることと、外国語放送局がない愛知県における外国語放送の要素も加え、外国人に向けた情報発信が出来る放送局を目指し、インターネットラジオ局として2023年3月22日に配信を開始したのち、2024年8月10日からはコミュニティFMとしても本放送を開始した。
名古屋市中区千代田の千早交差点沿いにある本社に公開型のスタジオが設置されている。スタジオは外からリスナーが観覧できる仕様になっており、生配信の時間帯はスタジオ前で番組の出演者（Heart Jockey）とリスナーが直接交流できるようになっている。
午前5時を起点とした24時間放送。

### 設立までの経緯
ZIP-FMで開局以来28年半にわたりミュージック・ナビゲーターを務めていたジェイムス・ヘイブンスが、2022年3月末に同局での番組が終了し、その後の出演契約も打診されなかった出来事が同局誕生のきっかけである。本人いわく「一方的」な「解雇宣告」であったこの降板劇を受け、ジェイムスは同月22日に開いた自身のライブの中で新たなラジオ局「Heart FM」を立ち上げる意向を表明した。
そもそも、愛知県内では2000年以降、名古屋市などを放送対象地域とした愛知国際放送（RADIO-i）や、 Radio NEO（旧：エフエムインターウェーブなごや→InterFM NAGOYA）が外国語放送の制度を用いた基幹放送を行っていたが、いずれも経営難を理由に廃局となった。
そのため、これら外国語放送用の周波数（名古屋・79.5MHz）が使われていない状態であり、当初はこの周波数を利用した同規模の放送局の設立を目指したが、費用面やスケジュール面などのハードルが高いことが判明。コミュニティFMとしての開局へ方針を転換し、それに先駆けてListenRadio（リスラジ）を利用したインターネットラジオ局としてスタートを切ることとなった。
同年12月28日に株式会社Heart FMを設立。この時点までにジェイムスは、電波法第5条の国籍要件を満たすべく、日本国政府（法務省）へ帰化申請を提出していたが、国籍変更に時間を要するため、代表取締役社長には出資者であるエネテクホールディングス社長の吉田祐介が就任した。
その後、2023年9月20日にジェイムスの帰化手続きが完了し、日本人として電波法に基づく放送局の経営者になることが可能となっている。

### インターネットラジオ局として
前述の「重大発表ライブ」からちょうど1年後となる2023年3月22日を開局日に設定し、その前日に当たる3月21日（春分の日の祝日）正午からの開局特番『KAIKYOKU SPECIAL “LET'S GO HEART FM!”』より実質的な番組配信を開始した。
開局後は、平日の午前7時から午後11時まで、土曜の午前10時から午後9時まで、日曜の午前10時から午後6時までを中心に生配信の自社制作番組を編成。しゃべり手はDJならぬ「Heart Jockey」(略してHJ)と名乗り、多くの番組を千早交差点に構えた本社スタジオ(Heart Studio)から配信した一方、平日夕方の「HEART ATTACK!」では出演者のピストン西沢の自宅からレギュラー生配信を行うなど先進的な試みも取り入れた。
インターネット配信専業であった開局当初から、既存のラジオ局（県域FM放送局）と比べて遜色のない番組を目指し、日本音楽著作権協会（JASRAC）や日本レコード協会に申請のうえ、1つの番組のうち全体50％まで著作権がある楽曲を流しても良い、ノンストップミュージック系の番組は著作権フリーの曲しか流してはいけないなど条件付きながら管理楽曲の配信利用を実現。「日本初の“周波数をもたない無料アプリのみで聴取可能なFMラジオSTATION”」とのフレーズを公式ホームページや各種ポスター掲載しアピールした。さらに、インターネットラジオでは珍しい日本道路交通情報センター（JARTIC）情報提供の道路交通情報（Traffic Information）も配信開始当初からレギュラー編成した。
配信サービスは、当初はListenRadio（リスラジ）をメインに行われ、2023年9月6日からはHeart FM公式サイト上からも聴取可能となったが、コミュニティ放送局として開局した2024年8月以降はJCBAインターネットサイマルラジオでのサイマル配信に主軸を移し、ListenRadioでの配信は同年8月中に終了した。

### コミュニティ放送局として
2024年6月24日、総務省東海総合通信局より予備免許が付与（周波数86.4MHz、コールサインJOZZ6BH-FM）され、同年8月1日からの試験放送（配信と同じ内容を電波に乗せる、いわゆるサービス放送）を経て、社名の“ハート”にちなんだ2024年8月10日（土曜日）に本放送を開始した。
名古屋市中区のコミュニティ放送局は2009年に閉局したTransamerica（旧：FM DANVO）以来15年ぶり。名古屋市内ではMID-FMが開局した2008年8月以来16年ぶりのコミュニティ放送局の新局である。東海総合通信局管内ではいなべエフエム以来10年ぶり31事業者目の開局。
放送対象地域は名古屋市中区。予備免許付与時の資料では中区全域に加え、名古屋市西区、東区、中村区、中川区、熱田区、千種区、昭和区の一部などが「放送区域の目安」とされているが、実際には近隣市町村でもある程度聴取可能であることから、公式ホームページでは「名古屋市及び近郊」「放送エリア人口約350万人！」を謳っている。

## 沿革
- 2022年
  - 3月22日 - ジェイムスが自身のライブの中で「Heart FM」を立ち上げる意向を表明[3]。
  - 12月28日 - 株式会社Heart FM設立。
- 2023年
  - 1月2日 - 開業支援金のクラウドファンディングを実施（2月28日まで）[1]。
  - 3月21日 - 正午から開局特番『KAIKYOKU SPECIAL “LET'S GO HEART FM!”』を配信。ジェイムスをはじめとしたレギュラー番組担当メンバーに加え、かねてよりジェイムス自身が慕い、キャスティングの助言等も行った小林克也[14]がゲスト出演[15]。
  - 3月22日 - インターネットラジオ局として正式開局（レギュラー編成開始）。
  - 9月6日 - ListenRadioとは別に、Heart FM公式サイト上からも聴取可能となる[8]。
  - 9月末 - 日曜日の生配信番組をすべて休止[16]。
  - 12月末 - ジェイムス担当番組（平日朝の「MORNING BEAT」および夕方の「POWER HOUR」）を除いたすべての生配信番組を順次休止。「第二の開局」に向けた準備期間に入る[17]。
- 2024年
  - 3月1日 - 充電期間としてジェイムス担当2番組も生配信を休止（21日まで）[18][19][注 2]。
  - 3月22日 - 「MORNING BEAT」および「POWER HOUR」のシティエフエムぎふ（岐阜市・FMわっち）への番組供給（番組ネット）を開始[20]。「第二の開局」に先駆けて、間接的ながらジェイムスが2年ぶりにラジオ放送へのレギュラー復帰を果たす。
  - 5月7日 - コミュニティ放送局としての開局を念頭に置いた2度目のクラウドファンディングを実施（6月30日まで）[21]。
  - 6月24日 - 総務省東海総合通信局より予備免許付与。
  - 7月7日 - 19時7分から約1時間半にわたって最初の試験電波を発射。同時間帯に生配信された特別番組をオンエアした[22]。
  - 7月22日 - 充電期間として改めてジェイムス担当番組を休止（31日まで）[23]。
  - 8月1日
    - 本放送を見据えた番組改編を行い、ジェイムス以外のHJの担当番組が再開。
    - 18時10分（「POWER HOUR」配信中）からいわゆるサービス放送を開始[11]。

  - 8月10日 - コミュニティ放送局として正式開局（本放送開始）。正午から『2nd KAIKYOKU SPECIAL“LET’S DO IT Heart FM!”』としてアスナル金山からの公開生放送を実施し、小林克也や田原俊彦がゲスト出演[24]。
  - 8月31日 - インターネットラジオとしての開局以来続いてきたListenRadioでの放送を終了。
  - 12月23日 - シティエフエムぎふ（FMわっち）への番組供給を終了[注 3]。
- 2025年
  - 1月6日 - 尾張東部放送（瀬戸市・RADIO SANQ）への番組供給を開始。
  - 7月30日 - 名古屋市ブランドパートナーとして登録。
  - 8月10日 - Heart FMの開局日である3月22日が「Heart FM」の日として一般社団法人 日本記念日協会により制定。

## タイムテーブル
2025年（令和7年）7月現在。最新の情報は公式サイトも参照。
| 時                  | 月曜                                                       | 火曜                                                       | 水曜                                                       | 木曜                                                       | 金曜                                                       | 土曜                                                                             | 日曜                                                                    |
| ------------------- | ---------------------------------------------------------- | ---------------------------------------------------------- | ---------------------------------------------------------- | ---------------------------------------------------------- | ---------------------------------------------------------- | -------------------------------------------------------------------------------- | ----------------------------------------------------------------------- |
| 5                   | 5:00 Early Hearts - 防：6:57                               | 5:00 Early Hearts - 防：6:57                               | 5:00 Early Hearts - 防：6:57                               | 5:00 Early Hearts - 防：6:57                               | 5:00 Early Hearts - 防：6:57                               | 5:00 Early Hearts                                                                | 5:00 Early Hearts                                                       |
| 6                   | 5:00 Early Hearts - 防：6:57                               | 5:00 Early Hearts - 防：6:57                               | 5:00 Early Hearts - 防：6:57                               | 5:00 Early Hearts - 防：6:57                               | 5:00 Early Hearts - 防：6:57                               | 5:00 Early Hearts                                                                | 5:00 Early Hearts                                                       |
| 7                   | 7:00 MORNING BEAT - ジェイムス・ヘイブンス - T：7:17、8:19 | 7:00 MORNING BEAT - ジェイムス・ヘイブンス - T：7:17、8:19 | 7:00 MORNING BEAT - ジェイムス・ヘイブンス - T：7:17、8:19 | 7:00 MORNING BEAT - ジェイムス・ヘイブンス - T：7:17、8:19 | 7:00 MORNING BEAT - ジェイムス・ヘイブンス - T：7:17、8:19 | 7:00 WEEKEND MOTOR BEATS - ライダーK                                             | 7:00 Nonstop Hearts - 防：9:00、11:00、12:00                            |
| 7                   | 7:00 MORNING BEAT - ジェイムス・ヘイブンス - T：7:17、8:19 | 7:00 MORNING BEAT - ジェイムス・ヘイブンス - T：7:17、8:19 | 7:00 MORNING BEAT - ジェイムス・ヘイブンス - T：7:17、8:19 | 7:00 MORNING BEAT - ジェイムス・ヘイブンス - T：7:17、8:19 | 7:00 MORNING BEAT - ジェイムス・ヘイブンス - T：7:17、8:19 | 7:30 Nonstop Hearts - 防：9:57                                                   | 7:00 Nonstop Hearts - 防：9:00、11:00、12:00                            |
| 8                   | 7:00 MORNING BEAT - ジェイムス・ヘイブンス - T：7:17、8:19 | 7:00 MORNING BEAT - ジェイムス・ヘイブンス - T：7:17、8:19 | 7:00 MORNING BEAT - ジェイムス・ヘイブンス - T：7:17、8:19 | 7:00 MORNING BEAT - ジェイムス・ヘイブンス - T：7:17、8:19 | 7:00 MORNING BEAT - ジェイムス・ヘイブンス - T：7:17、8:19 |                                                                                  | 7:00 Nonstop Hearts - 防：9:00、11:00、12:00                            |
| 9                   | 9:00 Nonstop Hearts - 防：9:00                             | 9:00 Nonstop Hearts - 防：9:00                             | 9:00 Nonstop Hearts - 防：9:00                             | 9:00 Nonstop Hearts - 防：9:00                             | 9:00 Nonstop Hearts - 防：9:00                             |                                                                                  | 7:00 Nonstop Hearts - 防：9:00、11:00、12:00                            |
| 9                   | 9:30 SUGAR HEARTS - TSUKASA                                |                                                            |                                                            |                                                            |                                                            |                                                                                  | 7:00 Nonstop Hearts - 防：9:00、11:00、12:00                            |
| 10                  | 10:00 HEART PARK - 相羽奈穂美                              |                                                            |                                                            |                                                            |                                                            |                                                                                  | 7:00 Nonstop Hearts - 防：9:00、11:00、12:00                            |
| 10                  | 10:00 HEART PARK - 相羽奈穂美                              | 10:45 Nonstop Hearts                                       |                                                            |                                                            |                                                            |                                                                                  | 7:00 Nonstop Hearts - 防：9:00、11:00、12:00                            |
| 11                  | 10:00 HEART PARK - 相羽奈穂美                              | 11:00 TRUE HEARTS ◆ - 松山三四朗 - T：12:42 - 防：13:00    | 11:00 TRUE HEARTS ◆ - 松山三四朗 - T：12:42 - 防：13:00    | 11:00 TRUE HEARTS ◆ - 松山三四朗 - T：12:42 - 防：13:00    | 11:00 TRUE HEARTS ◆ - 松山三四朗 - T：12:42 - 防：13:00    | 11:00 TRUE HEARTS ◆ - 松山三四朗 - T：12:42 - 防：13:00                          | 7:00 Nonstop Hearts - 防：9:00、11:00、12:00                            |
| 12                  | 12:00 Nonstop Hearts - 防：12:56                           | 11:00 TRUE HEARTS ◆ - 松山三四朗 - T：12:42 - 防：13:00    | 11:00 TRUE HEARTS ◆ - 松山三四朗 - T：12:42 - 防：13:00    | 11:00 TRUE HEARTS ◆ - 松山三四朗 - T：12:42 - 防：13:00    | 11:00 TRUE HEARTS ◆ - 松山三四朗 - T：12:42 - 防：13:00    | 11:00 TRUE HEARTS ◆ - 松山三四朗 - T：12:42 - 防：13:00                          | 7:00 Nonstop Hearts - 防：9:00、11:00、12:00                            |
| 12                  | 12:00 Nonstop Hearts - 防：12:56                           | 11:00 TRUE HEARTS ◆ - 松山三四朗 - T：12:42 - 防：13:00    | 11:00 TRUE HEARTS ◆ - 松山三四朗 - T：12:42 - 防：13:00    | 11:00 TRUE HEARTS ◆ - 松山三四朗 - T：12:42 - 防：13:00    | 11:00 TRUE HEARTS ◆ - 松山三四朗 - T：12:42 - 防：13:00    | 11:00 TRUE HEARTS ◆ - 松山三四朗 - T：12:42 - 防：13:00                          | 12:30 GREEN UTILITY presents BEAUTIFUL HEARTS - なかにし陽子            |
| 13                  | 13:00 GOLF BEAT - 足立美都樹                               | 11:00 TRUE HEARTS ◆ - 松山三四朗 - T：12:42 - 防：13:00    | 11:00 TRUE HEARTS ◆ - 松山三四朗 - T：12:42 - 防：13:00    | 11:00 TRUE HEARTS ◆ - 松山三四朗 - T：12:42 - 防：13:00    | 11:00 TRUE HEARTS ◆ - 松山三四朗 - T：12:42 - 防：13:00    | 11:00 TRUE HEARTS ◆ - 松山三四朗 - T：12:42 - 防：13:00                          | 13:00 エネテクホールディングス AMERICAN TOP 40 - ライアン・シークレスト |
| 13                  | 13:00 GOLF BEAT - 足立美都樹                               | 13:45 Nonstop Hearts                                       |                                                            |                                                            |                                                            |                                                                                  | 13:00 エネテクホールディングス AMERICAN TOP 40 - ライアン・シークレスト |
| 14                  | 13:00 GOLF BEAT - 足立美都樹                               | 14:00 HEARTFUL SHUFFLE ◆ - 防：15:00                       | 14:00 HEARTFUL SHUFFLE ◆ - 防：15:00                       | 14:00 HEARTFUL SHUFFLE ◆ - 防：15:00                       | 14:00 HEARTFUL SHUFFLE ◆ - 防：15:00                       | 14:00 HEARTFUL SHUFFLE ◆ - 防：15:00                                             | 13:00 エネテクホールディングス AMERICAN TOP 40 - ライアン・シークレスト |
| 14                  | 14:30 Nonstop Hearts - 防：14:56                           | 14:00 HEARTFUL SHUFFLE ◆ - 防：15:00                       | 14:00 HEARTFUL SHUFFLE ◆ - 防：15:00                       | 14:00 HEARTFUL SHUFFLE ◆ - 防：15:00                       | 14:00 HEARTFUL SHUFFLE ◆ - 防：15:00                       | 14:00 HEARTFUL SHUFFLE ◆ - 防：15:00                                             | 13:00 エネテクホールディングス AMERICAN TOP 40 - ライアン・シークレスト |
| 15                  | 月 - きくち教児、ちりりん                                  | 火 - MEG                                                   | 水 - 橋本みのり                                            | 木 - はーさん（河原龍夫）                                  | 金 - 長谷雄蓮華                                            | 15:00 SCHOOL BEAT - 週替わり - 防：15:56                                         | 13:00 エネテクホールディングス AMERICAN TOP 40 - ライアン・シークレスト |
| 15                  | 15:50 Nonstop Hearts                                       |                                                            |                                                            |                                                            |                                                            | 15:00 SCHOOL BEAT - 週替わり - 防：15:56                                         | 13:00 エネテクホールディングス AMERICAN TOP 40 - ライアン・シークレスト |
| 16                  | 16:00 BEAT WAVE                                            | 16:00 BEAT WAVE                                            | 16:00 BEAT WAVE                                            | 16:00 BEAT WAVE                                            | 16:00 BEAT WAVE                                            | 16:00 DJ BEAT - HIEI - 防：16:56                                                 | 13:00 エネテクホールディングス AMERICAN TOP 40 - ライアン・シークレスト |
| 16                  | 月 - 森山泰行                                              | 火 - ANAYA                                                 | 水 - 村上史絵良                                            | 木 - WAKA                                                  | 金 - 長谷川ぱんだ、中村恵介                                | 16:00 DJ BEAT - HIEI - 防：16:56                                                 | 16:30 日曜の午後は耕陽を聴こうよー！ - 前田耕陽                         |
| 17                  | 17:00 Nonstop Hearts - 防：17:00                           | 17:00 Nonstop Hearts - 防：17:00                           | 17:00 Nonstop Hearts - 防：17:00                           | 17:00 Nonstop Hearts - 防：17:00                           | 17:00 Nonstop Hearts - 防：17:00                           | 17:00 PARTY BEAT - おかまのKEN                                                   | 17:00 Nonstop Hearts - 防：17:00、19:00                                 |
| 18                  | 18:00 POWER HOUR - ジェイムス・ヘイブンス - T：18:19       | 18:00 POWER HOUR - ジェイムス・ヘイブンス - T：18:19       | 18:00 POWER HOUR - ジェイムス・ヘイブンス - T：18:19       | 18:00 POWER HOUR - ジェイムス・ヘイブンス - T：18:19       | 18:00 HEART BREAKERS - 山口晃司 - T：18:19 - 防：19:56     | 18:00 JAZZY HEARTS - ZACK                                                        | 17:00 Nonstop Hearts - 防：17:00、19:00                                 |
| 19                  | 19:00 QUEEN OF HEARTS - ライラ・グレイル - 防：19:56       | 19:00 QUEEN OF HEARTS - ライラ・グレイル - 防：19:56       | 19:00 QUEEN OF HEARTS - ライラ・グレイル - 防：19:56       | 19:00 QUEEN OF HEARTS - ライラ・グレイル - 防：19:56       | 18:00 HEART BREAKERS - 山口晃司 - T：18:19 - 防：19:56     | 19:00（不定期） ARTIST BEAT - 週替わり / Nonstop Hearts                          | 17:00 Nonstop Hearts - 防：17:00、19:00                                 |
| 20                  | 20:00 Nonstop Hearts                                       | 20:00 Nonstop Hearts                                       | 20:00 Nonstop Hearts                                       | 20:00 Nonstop Hearts                                       | 18:00 HEART BREAKERS - 山口晃司 - T：18:19 - 防：19:56     | 20:00 日本ベルム presents FUN HEARTS - LEON、やまりんご                          | 17:00 Nonstop Hearts - 防：17:00、19:00                                 |
| 21                  | 20:00 Nonstop Hearts                                       | 20:00 Nonstop Hearts                                       | 20:00 Nonstop Hearts                                       | 20:00 Nonstop Hearts                                       | 18:00 HEART BREAKERS - 山口晃司 - T：18:19 - 防：19:56     | 21:00 BEAT NIGHT FEVER - 稲葉ショーリ                                            | 17:00 Nonstop Hearts - 防：17:00、19:00                                 |
| 21                  | 20:00 Nonstop Hearts                                       | 20:00 Nonstop Hearts                                       | 20:00 Nonstop Hearts                                       | 20:00 Nonstop Hearts                                       | 18:00 HEART BREAKERS - 山口晃司 - T：18:19 - 防：19:56     | 21:30 Nonstop Hearts                                                             | 17:00 Nonstop Hearts - 防：17:00、19:00                                 |
| 22                  | 22:00 MORNING BEAT（再放送） - ジェイムス・ヘイブンス      | 22:00 MORNING BEAT（再放送） - ジェイムス・ヘイブンス      | 22:00 MORNING BEAT（再放送） - ジェイムス・ヘイブンス      | 22:00 MORNING BEAT（再放送） - ジェイムス・ヘイブンス      | 22:00 MORNING BEAT（再放送） - ジェイムス・ヘイブンス      |                                                                                  | 17:00 Nonstop Hearts - 防：17:00、19:00                                 |
| 23                  | 22:00 MORNING BEAT（再放送） - ジェイムス・ヘイブンス      | 22:00 MORNING BEAT（再放送） - ジェイムス・ヘイブンス      | 22:00 MORNING BEAT（再放送） - ジェイムス・ヘイブンス      | 22:00 MORNING BEAT（再放送） - ジェイムス・ヘイブンス      | 22:00 MORNING BEAT（再放送） - ジェイムス・ヘイブンス      |                                                                                  | 17:00 Nonstop Hearts - 防：17:00、19:00                                 |
| 0                   | 0:00 Nonstop Hearts                                        | 0:00 Nonstop Hearts                                        | 0:00 Nonstop Hearts                                        | 0:00 Nonstop Hearts                                        | 0:00 Nonstop Hearts                                        | 0:00 エネテクホールディングス AMERICAN TOP 40（再放送） - ライアン・シークレスト |                                                                         |
| 1                   | 0:00 Nonstop Hearts                                        | 0:00 Nonstop Hearts                                        | 0:00 Nonstop Hearts                                        | 0:00 Nonstop Hearts                                        | 0:00 Nonstop Hearts                                        | 0:00 エネテクホールディングス AMERICAN TOP 40（再放送） - ライアン・シークレスト |                                                                         |
| 2                   | 0:00 Nonstop Hearts                                        | 0:00 Nonstop Hearts                                        | 0:00 Nonstop Hearts                                        | 0:00 Nonstop Hearts                                        | 0:00 Nonstop Hearts                                        | 0:00 エネテクホールディングス AMERICAN TOP 40（再放送） - ライアン・シークレスト |                                                                         |
| 3                   | 0:00 Nonstop Hearts                                        | 0:00 Nonstop Hearts                                        | 0:00 Nonstop Hearts                                        | 0:00 Nonstop Hearts                                        | 0:00 Nonstop Hearts                                        | 0:00 エネテクホールディングス AMERICAN TOP 40（再放送） - ライアン・シークレスト |                                                                         |
| 3:30 Nonstop Hearts | 0:00 Nonstop Hearts                                        | 0:00 Nonstop Hearts                                        | 0:00 Nonstop Hearts                                        | 0:00 Nonstop Hearts                                        | 0:00 Nonstop Hearts                                        |                                                                                  |                                                                         |
| 4                   | 0:00 Nonstop Hearts                                        | 0:00 Nonstop Hearts                                        | 0:00 Nonstop Hearts                                        | 0:00 Nonstop Hearts                                        | 0:00 Nonstop Hearts                                        |                                                                                  |                                                                         |

凡例
- T：Traffic Information
- 防：名古屋市防災インフォメーション
- 太字：自社制作番組（フィラー番組は除く）
- ◆：RADIO SANQへ番組供給[28]

## 主な番組と出演者

### 放送中
（放送時刻順）
| 番組名                                   | 出演者（HJ） | 放送（配信）時間                         | 放送（配信）期間                            | 備考      |
| ---------------------------------------- | --- | ---------------------------------------- | ------------------------------------------- | --------- |
| MORNING BEAT                             | ジェイムス・ヘイブンス | 平日 7:00 - 9:00                         | 2023年3月22日 -                             |           |
| MORNING BEAT                             | ジェイムス・ヘイブンス | 【再放送】平日 22:00 - 24:00             | 2024年8月1日 -                              |           |
| SUGAR HEARTS                             | TSUKASA | 平日 9:30 - 10:30                        | 2024年8月1日 - 2025年3月                    |           |
| SUGAR HEARTS                             | TSUKASA | 平日 9:30 - 10:45                        | 2025年4月 -                                 |           |
| TRUE HEARTS                              | 松山三四朗 | 平日 12:00 - 13:50                       | 2023年10月2日 - 12月29日                    |           |
| TRUE HEARTS                              | 松山三四朗 | 平日 11:00 - 13:00                       | 2024年8月1日 - 2025年3月                    |           |
| TRUE HEARTS                              | 松山三四朗 | 平日 11:00 - 13:45                       | 2025年4月 -                                 |           |
| HEARTFUL SHUFFLE                         | （月）きくち教児、ちりりん （火）MEG （水）橋本みのり （木）はーさん（河原龍夫） （金）長谷雄蓮華 | 平日 13:00 - 14:50                       | 2023年3月22日 - 9月                         |           |
| HEARTFUL SHUFFLE                         | （月）きくち教児、ちりりん （火）MEG （水）橋本みのり （木）はーさん（河原龍夫） （金）長谷雄蓮華 | 平日 14:00 - 15:50                       | 2023年10月 - 12月29日                       |           |
| HEARTFUL SHUFFLE                         | （月）きくち教児、ちりりん （火）MEG （水）橋本みのり （木）はーさん（河原龍夫） （金）長谷雄蓮華 | 平日 14:00 - 16:00                       | 2024年8月1日 - 2025年3月                    |           |
| HEARTFUL SHUFFLE                         | （月）きくち教児、ちりりん （火）MEG （水）橋本みのり （木）はーさん（河原龍夫） （金）長谷雄蓮華 | 平日 14:00 - 15:50                       | 2025年4月 -                                 |           |
| BEAT WAVE                                | （月）森山泰行 （火）ANAYA （水）村上史絵良 （木）WAKA （金）長谷川ぱんだ、中村恵介 | 平日 16:00 - 17:00                       | 2025年4月1日 -                              |           |
| POWER HOUR                               | ジェイムス・ヘイブンス | 平日 18:00 - 19:00                       | 2023年3月22日 - 2025年6月6日                |           |
| POWER HOUR                               | ジェイムス・ヘイブンス | 月 - 木 18:00 - 19:00                    | 2025年6月9日 -                              |           |
| QUEEN OF HEARTS                          | ライラ・グレイル | 平日 19:00 - 19:50                       | 2023年3月22日 - 12月29日                    |           |
| QUEEN OF HEARTS                          | ライラ・グレイル | 平日 19:00 - 20:00                       | 2024年8月1日 - 2025年3月                    |           |
| QUEEN OF HEARTS                          | ライラ・グレイル | 月 - 木 19:00 - 20:00                    | 2025年4月 -                                 |           |
| HEART BREAKERS                           | 山口晃司 | 平日 21:00 - 22:45                       | 2023年3月22日 - 12月29日                    |           |
| HEART BREAKERS                           | 山口晃司 | 平日 20:00 - 22:00                       | 2024年8月1日 - 2025年3月                    |           |
| HEART BREAKERS                           | 山口晃司 | 金 19:00 - 22:00                         | 2025年4月 - 6月6日                          |           |
| HEART BREAKERS                           | 山口晃司 | 金 18:00 - 22:00                         | 2025年6月13日 -                             |           |
| WEEKEND MOTOR BEATS                      | ライダーK | 土 7:00 - 7:30                           | 2025年4月5日 -                              | ★         |
| HEART PARK                               | 相羽奈穂美 | 土 10:00 - 13:00                         | 2023年7月 - 12月30日                        |           |
| HEART PARK                               | 相羽奈穂美 | 土 9:00 - 11:00                          | 2023年3月25日 - 6月 2024年8月3日 - 12月28日 |           |
| HEART PARK                               | 相羽奈穂美 | 土 10:00 - 12:00                         | 2025年1月4日 -                              |           |
| GOLF BEAT                                | 足立美都樹 | 土 13:00 - 14:00                         | 2023年10月7日 - 12月30日                    |           |
| GOLF BEAT                                | 足立美都樹 | 土 13:00 - 14:30                         | 2024年8月3日 -                              |           |
| SCHOOL BEAT                              | （交代で担当） - 中京大学放送クラブTMP - 愛知教育大学「ARG あうぇらじ」 - 中日本学生放送連盟（SBF、名古屋大学放送文化研究会） - 椙山女学園大学放送文化研究会（SBS） - 名古屋市立大学「NCU FM!」 - 金城学院大学メディアネットワーク（KMN） | 日 15:00 - 16:00                         | 2023年3月26日 - 9月                         |           |
| SCHOOL BEAT                              | （交代で担当） - 中京大学放送クラブTMP - 愛知教育大学「ARG あうぇらじ」 - 中日本学生放送連盟（SBF、名古屋大学放送文化研究会） - 椙山女学園大学放送文化研究会（SBS） - 名古屋市立大学「NCU FM!」 - 金城学院大学メディアネットワーク（KMN） | 土 19:00 - 20:00                         | 2023年10月 - 12月30日                       |           |
| SCHOOL BEAT                              | （交代で担当） - 中京大学放送クラブTMP - 愛知教育大学「ARG あうぇらじ」 - 中日本学生放送連盟（SBF、名古屋大学放送文化研究会） - 椙山女学園大学放送文化研究会（SBS） - 名古屋市立大学「NCU FM!」 - 金城学院大学メディアネットワーク（KMN） | 土 15:00 - 16:00                         | 2024年8月3日 -                              |           |
| DJ BEAT                                  | HIEI（日栄一真） | 土 16:00 - 17:00                         | 2024年8月3日 -                              |           |
| PARTY BEAT                               | おかまのKEN（KENちゃん） | 土 17:00 - 18:00                         | 2023年3月25日 -                             |           |
| JAZZY HEARTS                             | ZACK | 土 18:00 - 19:00                         | 2025年4月5日 -                              |           |
| ARTIST BEAT                              | （週替わりアーティスト） | 土 20:00 - 21:00                         | 2023年3月25日 - 12月30日                    |           |
| ARTIST BEAT                              | （週替わりアーティスト） | 土 19:00 - 20:00                         | 2024年8月3日 - 2025年3月                    |           |
| ARTIST BEAT                              | （週替わりアーティスト） | 不定期土曜 19:00 - 20:00                 | 2025年4月 -                                 |           |
| FUN HEARTS                               | LEON、やまりんご | 土 21:30 - 22:00                         | 2024年10月5日 - 2025年3月                   | ★         |
| FUN HEARTS                               | LEON、やまりんご | 土 20:00 - 20:30                         | 2025年4月 - 6月                             |           |
| FUN HEARTS                               | LEON、やまりんご | 土 20:00 - 21:00                         | 2025年7月 -                                 |           |
| BEAT NIGHT FEVER                         | 稲葉ショーリ | 土 20:00 - 20:30                         | 2024年10月5日 - 2025年3月                   | ★         |
| BEAT NIGHT FEVER                         | 稲葉ショーリ | 土 21:30 - 22:00                         | 2025年4月19日 - 6月                         |           |
| BEAT NIGHT FEVER                         | 稲葉ショーリ | 土 21:00 - 21:30                         | 2025年7月 -                                 |           |
| BEAUTIFUL HEARTS                         | なかにし陽子 | 土 22:30 - 23:00                         | 2025年1月4日 - 3月                          | ★         |
| BEAUTIFUL HEARTS                         | なかにし陽子 | 日 12:30 - 13:00                         | 2025年4月 -                                 | ★         |
| エネテクホールディングス AMERICAN TOP 40 | ライアン・シークレスト | 日 13:00 - 16:30                         | 2024年8月4日 -                              |           |
| エネテクホールディングス AMERICAN TOP 40 | ライアン・シークレスト | 【再放送】日 24:00 - 27:30               | 2024年11月3日 -                             |           |
| 日曜の午後は耕陽を聴こうよー！           | 前田耕陽 | 日 16:30 - 17:00                         | 2025年5月4日 -                              |           |
| Nonstop Hearts                           | Non-DJ | （各番組が放送されない早朝以外の時間帯） | 2023年3月22日 -                             | [ 注 10 ] |
| Early Hearts                             | Non-DJ | （各番組が放送されない早朝時間帯）       | 2023年3月22日 -                             | [ 注 10 ] |

- 備考欄「★」印・・・クラウドファンディング高額支援者へのリターン（特典）の番組として放送。特典としての放送期間は6か月。

### 終了・休止番組
（放送終了日順）
| 番組名                         | 出演者（HJ）                                                                               | 放送（配信）時間           | 放送（配信）期間              | 備考                |
| ------------------------------ | ------------------------------------------------------------------------------------------ | -------------------------- | ----------------------------- | ------------------- |
| HEART TOP 40                   | ユウタタナカ                                                                               | 土 13:00 - 15:00           | 2023年3月25日 - 8月12日       | [ 39 ]              |
| CLICK AWAY AS YOUR HEART BEATS | ハービー・山口                                                                             | 土 11:00 - 12:00           | 2023年3月25日 - 6月           | [ 注 11 ] [ 注 12 ] |
| CLICK AWAY AS YOUR HEART BEATS | ハービー・山口                                                                             | 土 9:00 - 10:00            | 2023年7月 - 8月26日           | [ 注 11 ] [ 注 12 ] |
| THE ROCK SPIRITS               | 西川顕                                                                                     | 土 16:00 - 17:00           | 2023年3月25日 - 8月26日       | [ 注 11 ] [ 注 12 ] |
| SPORT BEAT                     | 足立美都樹                                                                                 | 日 10:00 - 11:00           | 2023年3月26日 - 9月24日       |                     |
| Loveland Island                | カマサミ・コング、林舞                                                                     | 日 12:00 - 15:00           | 2023年3月26日 - 9月24日       | [ 注 13 ]           |
| K HEARTS                       | 山口由里                                                                                   | 平日 16:00 - 17:00         | 2023年3月22日 - 9月29日       |                     |
| HEARTFUL DRIVE                 | 大野慶吾、永田愛莉咲                                                                       | 土 15:00 - 16:00           | 2023年3月25日 - 9月30日       |                     |
| SWEET HEART                    | アンナ                                                                                     | 平日 10:00 - 12:00         | 2023年3月22日 - 9月           |                     |
| SWEET HEART                    | アンナ                                                                                     | 平日 10:00 - 11:50         | 2023年10月 - 12月29日         |                     |
| HEART 2 HEART                  | 長谷雄蓮華 ほか                                                                            | 平日 15:00 - 16:00         | 2023年3月22日 - 9月           |                     |
| HEART 2 HEART                  | 長谷雄蓮華 ほか                                                                            | 平日 16:00 - 17:00         | 2023年10月 - 12月29日         |                     |
| HEART ATTACK!                  | ピストン西沢                                                                               | 平日 17:00 - 18:00         | 2023年3月22日 - 12月29日      |                     |
| HEARTY PARTY                   | （月）内山愛優 （火）麻生知沙 （水）日栄一真 （木）武田和将 （金）ケイティフォード、ツカサ | 平日 20:00 - 21:00         | 2023年3月22日 - 12月29日      |                     |
| HEART-ON!                      | 早乙女おにぎり                                                                             | 平日 22:45 - 23:00         | 2023年3月22日 - 12月29日      |                     |
| HEART CAFE                     | 中村ひかり                                                                                 | 土 14:00 - 15:00           | 2023年10月7日 - 12月30日      |                     |
| HEART BEAT                     | 森山ほのみ                                                                                 | 土 15:00 - 16:00           | 2023年10月7日 - 12月30日      |                     |
| BSJ BEAT                       | BSJプロジェクト                                                                            | 日 17:00 - 18:00           | 2023年3月26日 - 9月           |                     |
| BSJ BEAT                       | BSJプロジェクト                                                                            | 土 16:00 - 17:00           | 2023年10月 - 12月30日         |                     |
| BEAT STREET                    | クリス、ミヤ                                                                               | 土 18:00 - 19:00           | 2023年3月25日 - 12月30日      |                     |
| WEEK BEATS                     | ジェイムス・ヘイブンス                                                                     | 日 18:00 - 4:00            | 2023年3月22日 - 2024年7月19日 | [ 注 15 ]           |
| HEART ZOO                      | （月）森山泰行、麻生知沙 （金）長谷川ぱんだ、中村恵介、麻生知沙                            | 月・金 16:00 - 17:00       | 2024年8月1日 - 2025年3月      |                     |
| PEACEFUL HEARTS                | ez:now（イイズナ）                                                                         | 土 20:30 - 21:00           | 2024年10月5日 - 2025年3月     | ★                   |
| UZURA BEATS                    | 平野、長谷川（ウズラ技研）                                                                 | 土 21:00 - 21:30           | 2024年10月5日 - 2025年3月     | ★                   |
| HEART LOUNGE                   | トントントンだれだ                                                                         | 土 22:00 - 22:30           | 2024年10月5日 - 2025年3月     | ★                   |
| HEART LOUNGE                   | トントントンだれだ                                                                         | 毎月最終土曜 20:30 - 21:00 | 2025年4月 - 6月               |                     |
| HEART BAR RETRO                | 松山三四朗                                                                                 | 毎月最終日曜 22:00 - 22:30 | 2024年11月24日 - 2025年3月    |                     |
| HEART BAR RETRO                | 松山三四朗                                                                                 | 毎月最終土曜 21:00 - 21:30 | 2025年4月 - 6月               |                     |